# Strzępiak malutki
Strzępiak malutki (Inocybe petiginosa (Fr.) Gillet) – gatunek grzybów należący do rodziny strzępiakowatych (Inocybaceae).

## Systematyka i nazewnictwo
Pozycja w klasyfikacji według Index Fungorum: Inocybe, Inocybaceae, Agaricales, Agaricomycetidae, Agaricomycetes, Agaricomycotina, Basidiomycota, Fungi.
Po raz pierwszy zdiagnozował go w 1821 r. Elias Fries nadając mu nazwę Agaricus petiginosus. Obecną, uznaną przez Index Fungorum nazwę nadał mu Claude-Casimir Gillet w 1876 r.
Synonimy:
- Agaricus petiginosus Fr., 1821
- Astrosporina petiginosa (Fr.) Rea 1922
- Hebeloma petiginosum (Fr.) P. Kumm. 1871

Nazwę polską nadał Andrzej Nespiak w 1990 roku.

## Morfologia
Kapelusz
Średnica 1 cm, rzadko do 2 cm, początkowo stożkowaty, potem szeroko rozpostarty z małym, szerokim garbkiem. Brzeg początkowo nieco podwinięty i przez długi czas nieco włóknisto-wełnisty. Powierzchnia gładka, tylko na garbku wełnisto-włóknista, starsze owocniki całkiem gładkie. Barwa jasnoochrowa, szarobeżowa lub jasnobrązowa, szczególnie na środku. Delikatne białawe włókienka nadają kapeluszowi szary odcień.
Blaszki
Słabo przyrośnięte lub wolne, z blaszeczkami. Początkowo kremowożółtawe, potem jasnobrązowe. Ostrza żółtawo orzęsione.
Trzon
Wysokość 1,5–3, rzadko 4 cm, grubość 0,2 cm, pełny, walcowaty, czasami ze zgrubiałą podstawą. Powierzchnia o barwie od ochrowobrązowej do ochrowordzawej, na całej długości ziarnista i kosmkowata.
Miąższ
Lekko brązowy, w trzonie ciemniejszy o kwaskowatym smaku, bez zapachu.
Cechy mikroskopowe
Zarodniki 6,5–8 × 4–6 µm z 8–11 guzami. Cheilocystydy i pleurocystydy 50–70(–90) × 10–16 µm i ścianie grubości do 3 µm z kryształkami, wewnątrz żółtawe. Kaulocystydy podobne, ale o żółtej ścianie i bardziej cienkościenne.

## Występowanie i siedlisko
Znane jest występowanie strzępiaka malutkiego w Ameryce Północnej i Europie. W piśmiennictwie naukowym na terenie Polski do 2003 r. podano wiele stanowisk. Więcej stanowisk i bardziej aktualnych podaje internetowy atlas grzybów. Zaliczony w nim jest do rejestru grzybów rzadkich i wymagających ochrony.
Grzyb mikoryzowy. Występuje w wilgotnych lasach liściastych. Podawane jest jego występowanie pod bukami i dębami od lipca do listopada.